# Erich Paulun

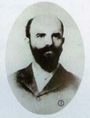
Erich Hermann Paulun

Erich Hermann Paulun (* 4. März 1862 in Pasewalk; † 5. März 1909 in Shanghai) war ein deutscher Marinearzt. Nach seinem Ausscheiden aus dem aktiven Dienst gründete er 1899 gemeinsam mit dem deutschen Arzt Oscar von Schab das Tung-Chee-Krankenhaus für Chinesen (Tung-Chee in Pinyin: Tongji). Auf diese Gründung berufen sich heute das Tongji Hospital Shanghai und das Tongji Hospital Wuhan. 1907 gründete die deutsche Reichsregierung die „Deutsche Medizinschule für Chinesen in Shanghai“ Paulun war der Gründungsrektor. Auf diese Gründung berufen sich heute die Tongji-Universität in Shanghai und die medizinische Fakultät der Huazhong-Universität für Wissenschaft und Technik in Wuhan.

## Kindheit
Erich Pauluns Eltern starben während seiner Kindheit. Bei der Geburt der Schwester Marie im Jahr 1864 wurde bei den Eltern Lungentuberkulose festgestellt. Es war damals üblich, gesunde Kinder von den Eltern zu trennen und in eine gesunde Familie zu geben. Die Eltern gingen nach Berlin in eine Tuberkuloseklinik, wo sie kurze Zeit später starben. Vom zweiten bis zum zehnten Lebensjahr lebte Erich Paulun bei seinen Großeltern (Namen Lecke) in Schöppenstedt in durchaus wohlhabenden Verhältnissen. Nach dem Tode der Großeltern kam er zu seiner Tante nach Wolfenbüttel (Haushalt Tierarzt Sieverling). In Wolfenbüttel besuchte er das Gymnasium Große Schule bis zum Abitur.

## Ausbildung und Militärdienst
Nach dem Abitur im Jahr 1882 wurde er im Oktober desselben Jahres in das Medicinisch-chirurgische Friedrich-Wilhelm-Institut in Berlin aufgenommen. Er wurde Mitglied des Pépinière-Corps Franconia. Seinen Grundwehrdienst leistete er von April bis Oktober 1883 bei der 5. Kompanie des Kaiser Alexander Garde-Grenadier-Regiment Nr. 1 in Berlin. Das Physikum absolvierte er 1884, das Rigorosum 1886 (Prüfer war u. a. Robert Koch). Seine Promotion (in Medizin und Chirurgie) erfolgte 1887 an der Friedrich-Wilhelms-Universität zu Berlin.

## Lebenslauf, Stand 27. Juli 1887
Erich Paulun selber ist eine glaubwürdige Quelle zu seinem Leben. Der Dissertation fügte er den nachfolgenden Lebenslauf bei:
„Verfasser dieser Arbeit, Hermann Erich Paulun, evangelischer Confession, wurde am 4. März 1862 zu Pasewalk in Pommern geboren. Seine wissenschaftliche Vorbildung erhielt derselbe auf dem Gymnasium zu Wolfenbüttel, welches er am 22. September 1882 mit dem Zeugnis der Reife verließ. Er wurde am 28. Oktober desselben Jahres in das Königl. med. chir. Friedrich-Wilhelms-Institut aufgenommen. Vom 1. April bis 31. October 1883 diente er mit der Waffe bei der 5. Comp. des Kaiser Alexander Garde-Grenadier-Regiments No. 1. Am 19. Juli 1884 bestand er das Examen physicum, am 16. Juli 1886 das Rigorosum. Laut Erlass vom 10. November 1886 zum Unterarzt im 3. Pommerschen Infanterie-Regiment No. 14. ernannt. Während seiner Studienzeit besuchte er die Vorlesungen, Kliniken und Kurse folgender Herren Professoren und Docenten: Bardeleben, v. Bergmann, Dilthey, du Bois-Reymond, Eichler (†), Ewald, Fraentzel, Gerhardt, Gurlt, Gusserow, Hartmann, v. Helmholtz, Henoch, Hirsch, Hofmann, Jäckel, Koch, Köhler, Kossel, Leyden, Leuthold, Lewin, Liebreich, Liman, Orth, Reichert (†), Salkowski, Schweigger, Schwendener, Schweninger, Schultze, Sonnenburg, Trautmann, Virchow, Waldeyer, Westphal. Allen diesen, seinen hochverehrten Lehrern, spricht Verfasser hiermit seinen Dank aus.“

## Militärarzt
Nach der Promotion trat Erich Paulun am 1. Oktober 1887 wieder in die Pommersche Infanterie ein und wurde dort als Unterarzt im Infanterie-Regiment „Graf Schwerin“ (3. Pommersches) Nr. 14 eingesetzt. Ein Medizinstudium als Militärarzt war ein anerkannter und qualifizierter Weg zum Arztberuf, nämlich dann, wenn das Geld in einer Familie knapp war. Das Medizinstudium war kostenlos. Man musste sich jedoch verpflichten, nach dem Abschluss des Studiums pro Semester ein Jahr als Militärarzt zu dienen. Viele berühmte Ärzte sind diesen Weg gegangen, wie Virchow, Koch, von Helmholtz und weitere, die Erich Paulun in seinem Lebenslauf erwähnt.
Der Übergang vom Militärarzt in Pommern zum Marinearzt in Wilhelmshaven ist noch nicht mit Dokumenten abgesichert. Die Ernennung zum Marine-Assistenzarzt 2. Klasse am 24. Januar 1888 findet man wiederholt in den Marineranglisten, die jährlich vom Oberkommando der Marine herausgegeben wurden. Laut Marinerangliste für das Jahr 1891, Stichtag der Daten 31. Oktober 1890, war Paulun in Wilhelmshaven tätig. Laut Marinerangliste für das Jahr 1892, Stichtag 31. Oktober 1891, war Paulun Schiffsarzt auf Kanonenboot Iltis in ostasiatischen Gewässern. Eine Ernennung zum Stabsarzt erfolgte am 23. Februar 1893; Paulun machte noch immer Dienst auf dem Kanonenboot Iltis. Der Abschied aus der Marine wurde für Paulun zum 30. Juni 1893 bewilligt. Die detailreiche Geschichte über das spontane Ausscheiden Pauluns aus der Marine im Juni 1891 kann nicht stattgefunden haben. Ebenso wenig kann es, wie in einer früheren Version behauptet, eine Rückkehr auf dem Kanonenboot Iltis nach Deutschland und eine zweijährige ärztliche Weiterbildung gegeben haben. Zum einen ist die Iltis nie wieder nach Deutschland zurückgekehrt. Es gab eine Strandung mit Totalverlust in den Klippen vor Leuchtturm Moyedao, Shandong, mit 76 Toten, darunter alle Offiziere, auch der Schiffsarzt. Zum anderen ist Paulun am 30. Juni 1893 in Shanghai aus dem aktiven Dienst ausgeschieden, aber bereits am 15. September 1893 wird er in einem Schreiben des Generalkonsulats Shanghai an den Reichskanzler als Vertreter und Nachfolger des Konsulatsarztes Zedelius ausdrücklich erwähnt. Damit kann auch eine weitere alte Behauptung nicht zutreffen, dass Paulun aus Deutschland zurückkehrte und eine eigene Praxis bzw. eine Privatpraxis in Shanghai gegründet habe.
Da dieser Brief vom 15. September 1893 der erste sichere Nachweis für das Auftreten von Paulun in Shanghai ist und ihn (indirekt) auch qualifiziert, wird der Wortlaut nachfolgend wiedergegeben:
„Seiner Excellenz dem Reichskanzler, General der Infanterie, Herrn Grafen von Caprivi. Der in Gemäßheit des hohen Erlasses vom 5. März 1887 - II 3961 / 7772 - als Arzt der hiesigen Kaiserlichen Behörde thätig gewesene med. Zedelius hat Shanghai verlassen, um sich wenn möglich in Deutschland eine neue Stellung zu schaffen. Seine hiesige nicht unbedeutende Praxis hat derselbe käuflich dem bisherigen Schiffsarzt Seiner Majestät Kanonenboot Iltis, Stabsarzt der Reserve, Paulun zunächst als Vertreter, eventuell als Nachfolger übergeben. Da sich die Abwesenheit des Herrn Zedelius selbst für den Fall seiner Rückkehr nach Shanghai jedenfalls auf 1 bis 2 Jahre erstrecken wird, glaube ich die von ihm wegen Vertretung oder Nachfolgerschaft getroffene Abmachung, soweit dieselbe das Kaiserliche Generalkonsulat berührt, nicht ohne Weiteres annehmen zu dürfen, beehre mich vielmehr, hierfür Eurer Excellenz hochgeneigte Genehmigung mit dem Hinzufügen ganz gehorsamst nachzusuchen, dass es Herr Paulun in der kurzen Zeit seiner civilärztlichen Thätigkeit in Shanghai verstanden hat, sich schnell das Vertrauen seiner Kollegen und der fremden Colonie zu erwerben und gewiß auch zu bewahren verstehen wird.“
Den letzten Teil des Briefes darf man sicherlich „als ein gutes Zeugnis“ für Paulun werten. Die Zeitangabe „… in der kurzen Zeit seiner civilärztlichen Thätigkeit …“ kann sich nur auf die Zeit vom 1. Juli bis zum 15. September 1893 beziehen. Das ist wenig Zeit, um sich „als neuer Arzt“ das Vertrauen der Kollegen und Patienten zu erwerben.

## Shanghai
Der Reichskanzler setzte Paulun durch Erlass vom 6. November 1893 als Vertreter für Zedelius als Konsulatsarzt ein, und zwar unter den gleichen Bedingungen wie sie Zedelius bisher hatte.

## Hongkong
Bisher völlig unbekannt war ein mehrjähriger Aufenthalt von Paulun in Hongkong. Der Eintrag in das Hong Kong Medical Register erfolgte im Februar 1896. Die Praxis war in der Queen’s Road Nr. 16 – in bester Lage. Für das Jahr 1898 ist Paulun im Chronicle & Directory for China noch als wohnhaft in Hongkong aufgeführt. Erst nach dem Tod von Zedelius im Januar 1899 kehrt Paulun nach Shanghai zurück.
Zedelius war von Deutschland nach Shanghai zurückgekehrt und übernahm wieder seine alte Stellung. Der genaue Zeitpunkt ist noch nicht gesichert, wahrscheinlich im Herbst 1895. Die Zusammenarbeit zwischen den beiden recht wesensverschiedenen Männern gestaltete sich zunehmend schwierig. Zedelius entstammte einer alten Familie aus Oldenburg, die über Jahrhunderte Offiziere, Ärzte, Theologen … in leitenden Funktionen gestellt hatte. Sein Vater war Regierungspräsident von Oldenburg. Zedelius war als Schüler mit dem letzten regierenden Herzog von Oldenburg gemeinsam erzogen worden. Er dachte und gab sich elitär. Paulun war hingegen vital und impulsiv. Vor allem aber hatte er als Waisenkind keine Familie vorzuweisen.
Nach einem heftigen Streit ging Paulun nach Hongkong. Diese Entscheidung war naheliegend, denn Paulun genoss als Chirurg unter den englischen Ärzten in China einen ausgezeichneten Ruf. So hatte er beispielsweise im englischen Hospital in Shantou (früher Swatau), östlich von Hongkong, während eines Aufenthaltes von Iltis (1) im Hafen von Shantou eine für nicht durchführbar erklärte Operation unter der kritischen Beobachtung aller englischen Kollegen dennoch ausgeführt. Der Patient, Carl von der Osten-Fabeck, überlebte und wurde vollständig rehabilitiert. Er schrieb die Details später in seinen Lebenserinnerungen nieder.
Von April bis November 1898 begleitete Paulun den Konteradmiral Prinz Heinrich von Preußen von Hongkong aus nach Kanton, Nordchina, Korea und Japan. In den Lebenserinnerungen von Erich Raeder, Ausgabe 1956, sind die einzelnen Stationen, Details und ein Foto ausgezeichneter Qualität zu finden.
Nach Zedelius' Tod ging Paulun im Januar 1899 zurück nach Shanghai, löste dessen Praxis auf und verkaufte sie. Vom Erlös ging die Witwe Zedelius mit ihren vier Kindern nach Deutschland zurück und wohnte in Hamburg. Im folgenden Jahr reiste Paulun nach Hamburg und heiratete dort die älteste Tochter von Zedelius. Gemeinsam kehrten sie nach Shanghai zurück.
Die Witwe Zedelius heiratete den Hamburger China-Kaufmann Arnholt. Gemeinsam bauten sie das Haus Elbchaussee 268, in dem sich heute das chinesische Generalkonsulat befindet.

## Gründungsgeschichte des Krankenhauses
Bei seiner Tätigkeit hatte Paulun die schlechte medizinische Versorgung der armen chinesischen Bevölkerung kennengelernt, so dass er sich 1899 entschloss, ein Hospital für mittellose Kranke zu gründen. Er wurde unterstützt von dem ehemaligen Marinearzt Oskar von Schab, der sich in Kobe in Japan niedergelassen hatte. Dieser war dort nicht zufrieden und folgte der Bitte Pauluns, nach Shanghai zu kommen, um gemeinsam zu arbeiten. Beide gründeten die „Deutsche Ärztevereinigung in Shanghai“, an der sich etwas später auch Paul Krieg beteiligte. Noch 1899 kaufte Paulun mit Spendenmitteln deutscher und chinesischer Firmen und weiterer Persönlichkeiten ein Grundstück in der Burkill Road (heute Fengyang Lu). Am 24. Oktober 1900 erfolgte der Eintrag in das Grundbuch. Nach dem Ende des Boxeraufstandes im Jahre 1901 erwarb Paulun für das Hospital zwei sogenannte Döckersche Baracken vom deutschen Militär. Nach einer Mitteilung im Ostasiatischen Lloyd vom 5. Dezember 1902 wurde im April dieses Jahres mit der stationären Behandlung begonnen. Das Krankenhaus fand sehr rasch großen Zuspruch von chinesischen Patienten, so dass 1904 ein Backsteinbau errichtet und die Baracken abgerissen wurden. Die Tätigkeit Pauluns findet Anerkennung in einem Jahresbericht vom 23. Januar 1908 von dem Physiologen Claude du Bois Reymond: „Jeder Kuli in Shanghai kennt das Tongji Hospital. Alle Nachmittage wird um 5 Uhr eine gedrängt volle Poliklinik abgehalten. Gegen Ende erscheint der geniale Paulun, um fast allabendlich noch eine oder mehrere große Operationen auszuführen.“

## Gründungsgeschichte der Medizinschule
Der große Zuspruch der chinesischen Patienten veranlasste die deutschen Ärzte, an die Gründung einer Medizinschule zu denken. Am 14. Februar 1904 schrieb Generalkonsul Knappe an das Auswärtige Amt: „In Shanghai sind die drei deutschen Ärzte (Paulun, von Schab und Krieg) unter einer Firma und gemeinschaftlichen Rechnung mit großem Erfolg tätig. Dieselben haben sich auch der Tätigkeit unter Chinesen zugewandt und mit fremder, namentlich chinesischer Unterstützung, ein Hospital mit Poliklinik errichtet. Ihr Ideal war, mit dem Hospital eine Schule zur Ausbildung von Medizinern zu verbinden und eine Vorschule für die Medizinschule zu errichten.“ Diesen Zeilen ist zu entnehmen, dass der Anstoß für die Gründung einer Medizinschule in Shanghai nicht von politischer Seite, sondern von Paulun und seinen Kollegen ausging. Die Idee fiel in Berlin auf fruchtbaren Boden, so dass in den Folgejahren verschiedene Initiativen an der Gründung der Medizinschule beteiligt waren. Nach dem Besuch einer chinesischen Studienkommission, im März 1906 in Berlin, wurden die Weichen sehr schnell gestellt. Die „Deutsche Medizinschule für Chinesen in Shanghai“ wurde 1907 von der deutschen Regierung als erstes großes Projekt auswärtiger Kulturpolitik gegründet. Am 14. März 1907 wurde das Gründungsprotokoll der Medizinschule unterzeichnet und am 3. Juni desselben Jahres erfolgte die Eröffnung der Vorschule mit 22 Schülern. Das Hospital trug nach Pauluns Tod den Namen Paulun-Hospital (寶隆醫院, Baolun).

## Reise nach Europa und Pauluns Tod
Im Jahr 1908 nahm Paulun den ersten Urlaub seines Lebens und reiste mit seiner gesamten Familie, fünf Kinder von ein bis sieben Jahren, darunter sein Sohn Dirks Paulun, nach Europa. Im April 1908 nahm er am 37. Kongress der Deutschen Gesellschaft für Chirurgie in Berlin teil. Danach bereiste er Italien, Deutschland und England. Er besuchte antike Stätten, Museen, Hochschulen, Kliniken, hielt Vorträge, warb für ein ärztliches Engagement in China. Er wollte alles sehen, wofür er bisher keine Zeit hatte. Am 5. November 1908 reiste die Familie auf dem Reichspostdampfer Derfflinger wieder nach Shanghai zurück, wo sie gegen Weihnachten eintraf. Für seine große Familie benötigte Paulun mehr Platz und er kaufte das Nachbarhaus, um es durch einen Mauerdurchbruch mit seinem Wohnhaus zu verbinden. In diesem Haus hatte es Typhuskranke gegeben. Paulun fragte den behandelnden Arzt, ob das Haus desinfiziert worden sei. Bevor er das Haus betrat, um die Zimmer zu vermessen und zuzuteilen, fragte er nochmals nach der Desinfektion und erhielt wieder die Zusage, dass desinfiziert worden sei. Einige Zeit danach bekam Paulun Fieber, das er für eine Woche nicht beachtete. Dann war er mit einer Typhusinfektion selber Patient. Als noch Nierenbluten hinzukam, verstarb er am 5. März 1909, einen Tag nach seinem 47. Geburtstag. Sein Tod rief größte Bestürzung und Trauer hervor. Erst nach seinem Tod wurden viele Details über seinen menschlichen Umgang mit seinen Patienten, Fürsorge und Geldspenden bekannt.

## Weitere Entwicklung nach Pauluns Tod
Im Jahr 1912 schloss die deutsche Regierung der Medizinschule die „Deutsche Ingenieurschule für Chinesen in Shanghai“ mit Lehrwerkstatt an. Unterstützt wurde sie dabei in noch viel größerem Maße als bei der Medizinschule von deutschen Firmen, die am Chinamarkt interessiert waren, darunter Krupp, Thyssen, Siemens, Bayer, BASF, Deutsche Bank. Eine Sprachschule bereitete die chinesischen Schüler auf das deutschsprachige Fachstudium vor. Im Jahr 1917 wurde die „Deutsche Medizin- und Ingenieurschule für Chinesen in Shanghai“ von der französischen Kolonialmacht geschlossen. Sie wurde jedoch mit chinesischer Hilfe in anderen Gebäuden provisorisch weitergeführt und, nachdem die chinesische Regierung sie 1923 als Universität anerkannt hatte, 1924 als chinesische Tongji-Universität wieder eröffnet. Deren technische Ausrüstung stiftete abermals die deutsche Industrie, und deutsche Dozenten erteilten weiterhin den Fachunterricht auf Deutsch. Damit wurden vor gut hundert Jahren die Grundlagen für eine intensive deutsch-chinesische Zusammenarbeit geschaffen, die bis heute erhalten geblieben ist.

## Ernennungen, Auszeichnungen und Ehrungen
- 10. November 1886 Unterarzt in der Pommerschen Infanterie (Bromberg);
- 27. Juli 1887 Promotion (Berlin);
- 10. November 1887 erneut Unterarzt in der Pommerschen Infanterie (Bromberg);
- 24. Januar 1888 Marine-Assistenzarzt 2. Klasse (Wilhelmshaven);
- April 1890 Marine-Assistenzarzt 1. Klasse (ostasiatische Station);
- 21. Februar 1893 Marinestabsarzt (ostasiatische Station);
- 15. Juni 1895 Preußische Landwehrdienstauszeichnung 2. Klasse (Shanghai);
- 12. April 1898 Franz-Joseph-Orden (Hongkong);
- 6. November 1903 Preußische Landwehrdienstauszeichnung 1. Klasse (Shanghai);
- 23. April 1906 Sanitätsrat (Shanghai);
- 25. April 1907 Professor (Shanghai);
- 13. Mai 2011 Einweihung eines Denkmals in der Geburtsstadt Pasewalk.[13]

In Pasewalk trägt die Berufliche Schule „Dr. Erich Paulun“" seinen Namen.